# Aleš Wasserbauer
Aleš Wasserbauer (* 17. února 1986 Žďár nad Sázavou) je český handicapovaný cyklista a inženýr jakosti.
Narodil se 17. února 1986. Působil mimo jiné jako instruktor spinningu, hrál hokej a fotbal. V 21 letech mu při léčbě rakoviny byla kvůli nádoru amputována pravá noha ve stehně.
Později jako handicapovaný cyklistický závodník reprezentoval Českou republiku v evropských pohárech.
V roce 2015 založil charitativní cyklojízdu Na kole dětem Žďárskými vrchy (inspirovanou akcí Na kole dětem Josefa Zimovčáka) s trasou ze Žďáru nad Sázavou přes Svratku, Sněžné a Nové Město na Moravě, jejíž výtěžek jde ve prospěch nadačního fondu Krtek, který pomáhá onkologicky nemocným dětem, a také dětských oddělení nemocnic v Novém Městě na Moravě a Jihlavě.
V dubnu 2017 byl vyhlášen na sdíleném 3. místě ve výsledcích ankety Sportovec Kraje Vysočina za rok 2016 v kategorii sportovců se zdravotním postižením.
S manželkou má dva syny.